# 永田みなみ台
永田みなみ台（ながたみなみだい）は、神奈川県横浜市南区の町名。住居表示が施行されているが、丁目は設けられていない。面積は0.215km²。

## 地理
横浜駅から直線距離で4.5kmほど、南区北西部の標高40～60mの丘陵地帯に位置し、北西の永田台、南東から南にかけて永田南および永田山王台と、似た名称の町に隣接する。都市再生機構南永田団地および横浜市立永田台小学校を囲むように外周道路が通り、北側にはみ出るように横浜市立永田中学校、東側には南永田第二団地と永田みなみ台公園が立地する。町内に鉄道は通っていないが、南永田団地・南永田中央・南永田入口の3つのバス停留所があり、弘明寺口（京急本線弘明寺駅最寄り）、井土ケ谷（同井土ヶ谷駅最寄り）を経由して井土ケ谷下町へ至る神奈川中央交通の路線バスが運行されている。南永田団地および南永田第二団地は南区で最大の住宅団地であり、区内でも人口密度の高い町となっている。

## 歴史
1981年（昭和56年）7月13日に南区永田町から永田みなみ台および永田北一～三丁目、永田東三丁目、永田台が新設され、永田町の町名は消滅した。町名は住民の要望により地域の通称から採られたが、『新編武蔵風土記稿』の永田村の項にも「南台、東南の方を云」の記述がみられる。

## 世帯数と人口
2025年（令和7年）6月30日現在（横浜市発表）の世帯数と人口は以下の通りである。
| 町丁         | 世帯数    | 人口    |
| ------------ | --------- | ------- |
| 永田みなみ台 | 2,470世帯 | 3,987人 |

### 人口の変遷
国勢調査による人口の推移。
| 年                 | 人口  |
| ------------------ | ----- |
| 1995年（平成7年）  | 6,309 |
| 2000年（平成12年） | 5,686 |
| 2005年（平成17年） | 4,961 |
| 2010年（平成22年） | 4,623 |
| 2015年（平成27年） | 4,297 |
| 2020年（令和2年）  | 4,207 |

### 世帯数の変遷
国勢調査による世帯数の推移。
| 年                 | 世帯数 |
| ------------------ | ------ |
| 1995年（平成7年）  | 2,372  |
| 2000年（平成12年） | 2,383  |
| 2005年（平成17年） | 2,330  |
| 2010年（平成22年） | 2,318  |
| 2015年（平成27年） | 2,309  |
| 2020年（令和2年）  | 2,419  |

## 学区
市立小・中学校に通う場合、学区は以下の通りとなる（2024年11月時点）。
| 番地 | 小学校               | 中学校             |
| ---- | -------------------- | ------------------ |
| 全域 | 横浜市立永田台小学校 | 横浜市立永田中学校 |

## 事業所
2021年（令和3年）現在の経済センサス調査による事業所数と従業員数は以下の通りである。
| 町丁         | 事業所数 | 従業員数 |
| ------------ | -------- | -------- |
| 永田みなみ台 | 22事業所 | 276人    |

### 事業者数の変遷
経済センサスによる事業所数の推移。
| 年                 | 事業者数 |
| ------------------ | -------- |
| 2016年（平成28年） | 17       |
| 2021年（令和3年）  | 22       |

### 従業員数の変遷
経済センサスによる従業員数の推移。
| 年                 | 従業員数 |
| ------------------ | -------- |
| 2016年（平成28年） | 128      |
| 2021年（令和3年）  | 276      |

## 南永田団地
日本住宅公団により南永田団地の計画が始まったのは1970年で、周囲は市街化が進んでいたがこの一帯は谷間にあたり、手つかずになっていた。企画・施工は日本住宅公団、基本設計は市浦都市開発建築コンサルタンツが手掛けた。敷地は幅300m×長さ600m、12.8ヘクタールの長方形に近い敷地で、中央部は長手方向に谷となっている。9階～14階建て、タワー状や屏風状の高層住宅で構成され、西側が7棟1035戸の分譲住宅、東側は11棟1308戸の賃貸住宅となっている。中央付近には、スーパーマーケットや診療所、横浜南永田郵便局などがある。当時、日本住宅公団には郊外の「大規模中層団地」と市街地の「面開発高層団地」の二つのタイプがあったが、南永田団地は市浦都市開発建築コンサルタンツが1969年に委託された奈良北団地、1970年の南神大寺団地とならび、中層団地と面開発団地の中間にあたる「近郊高層高密度団地」と位置づけられた。南永田団地は1971年から1974年にかけて、南永田第二団地は1975年から1978年にかけて完成した。

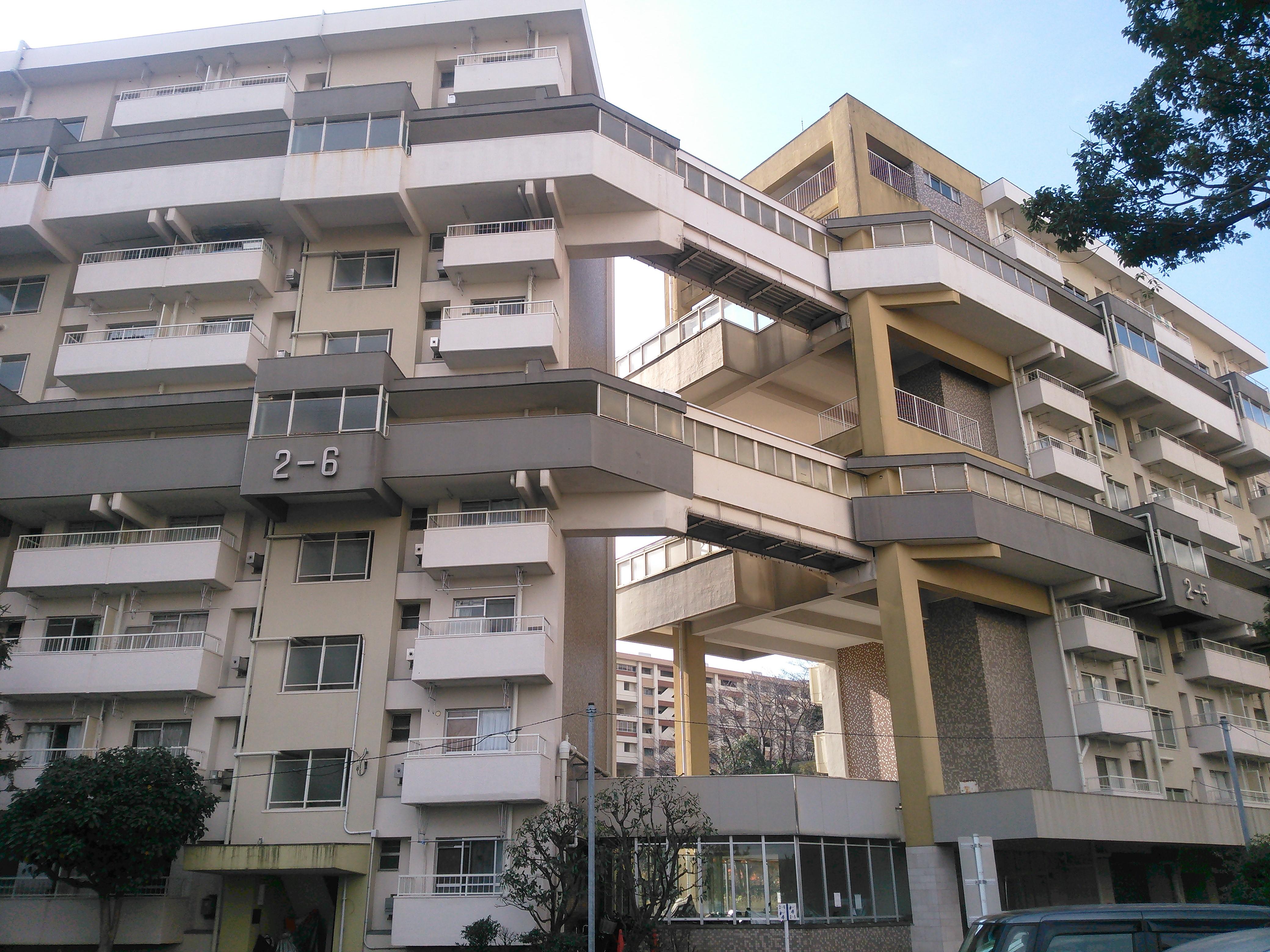
エレベーターは一部の階のみに停止し、外廊下で隣接棟と連絡している。
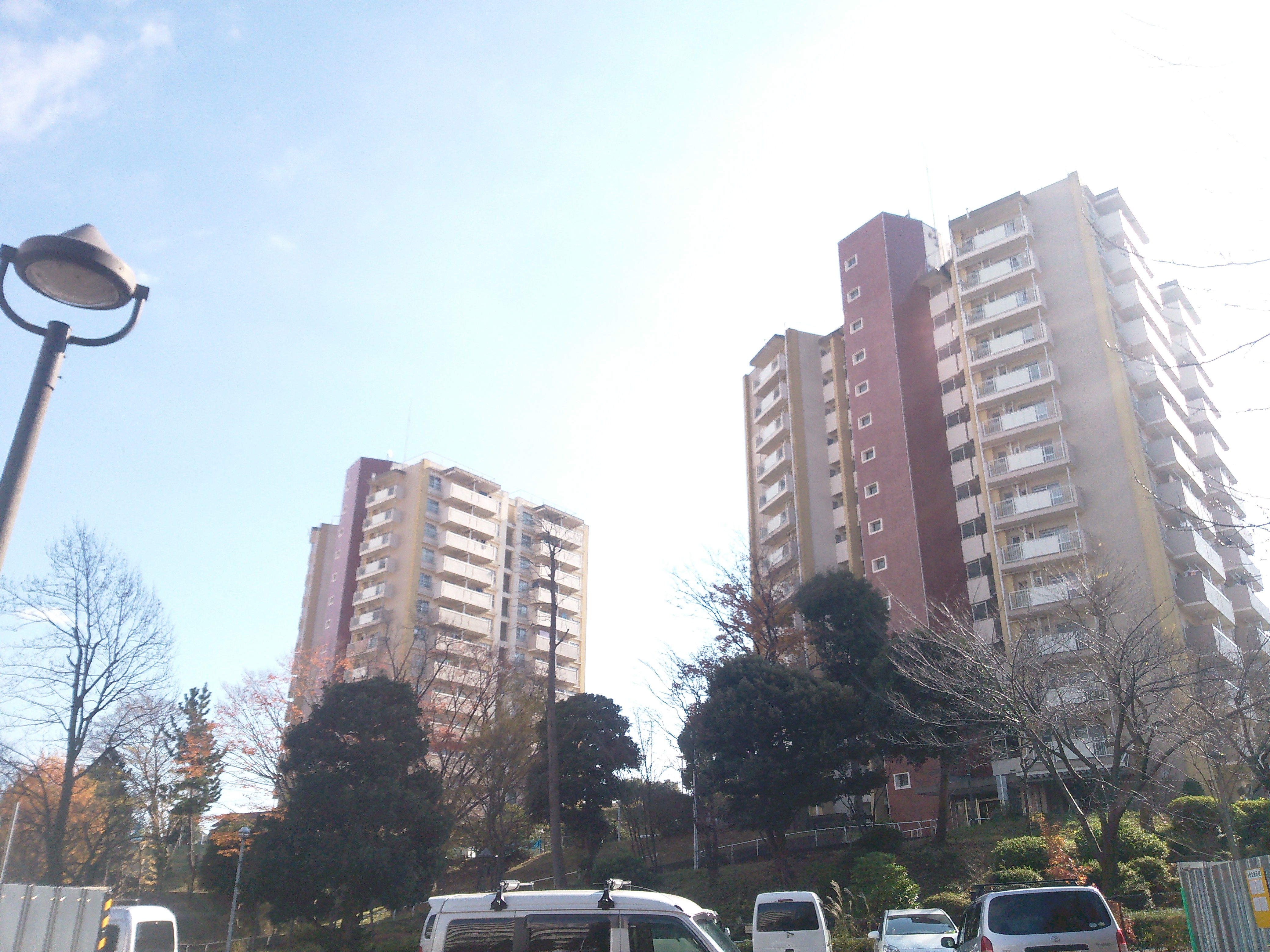
タワー状の住棟。
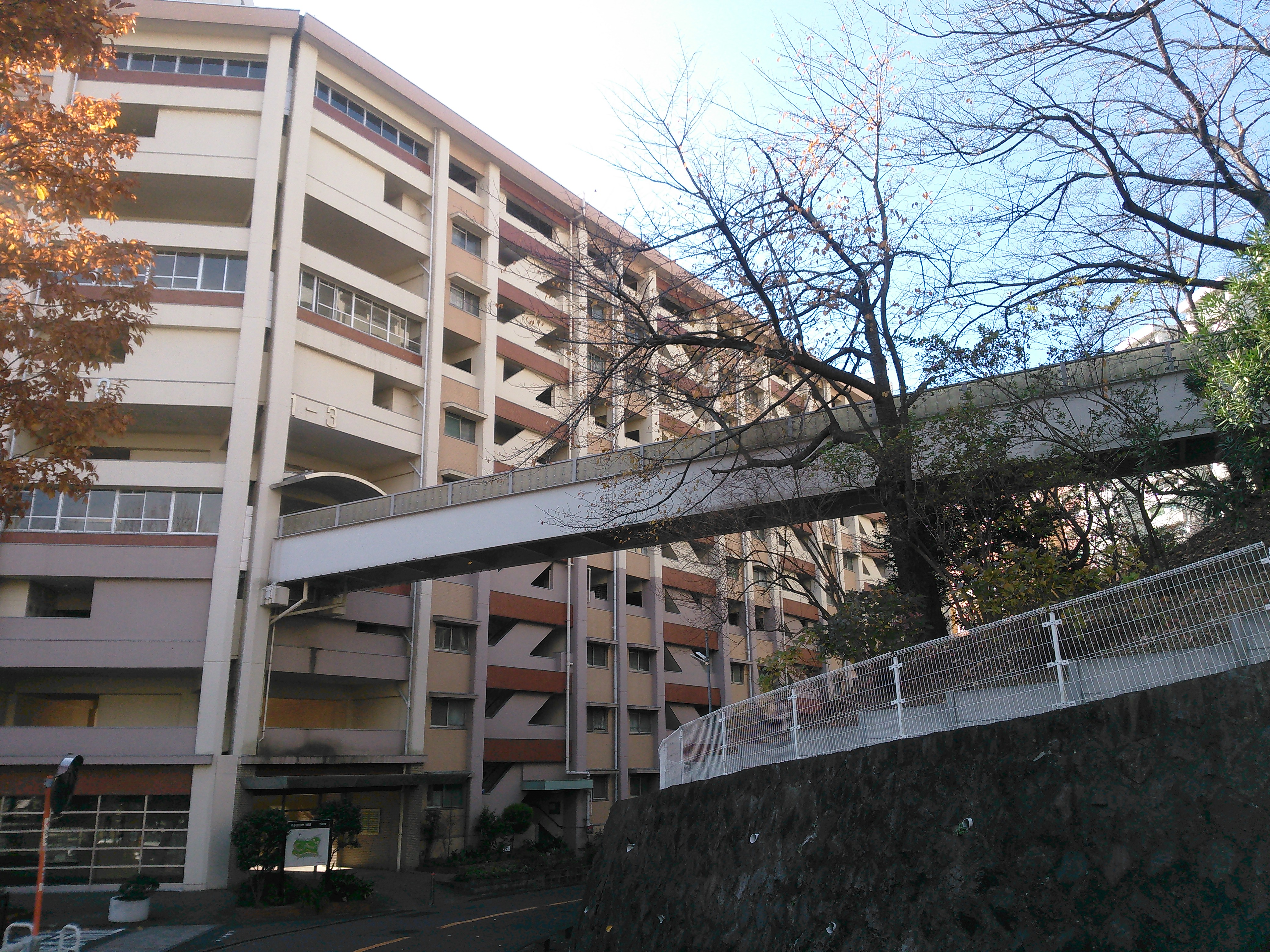
起伏を活かした住棟配置。途中階から伸びるブリッジがあり、歩行者動線は車道と隔てられている。
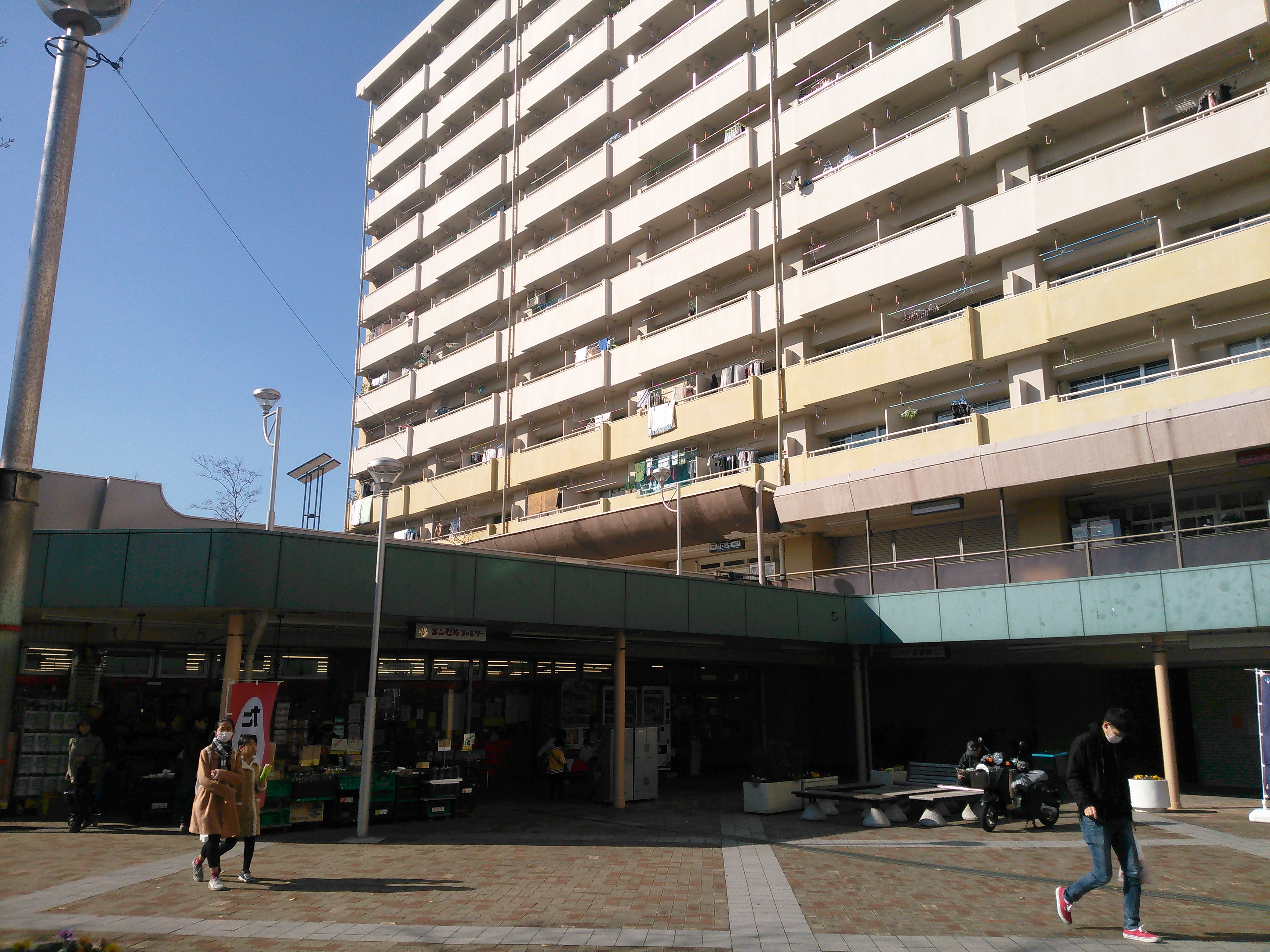
スーパーマーケット「エンゼルファミリー」
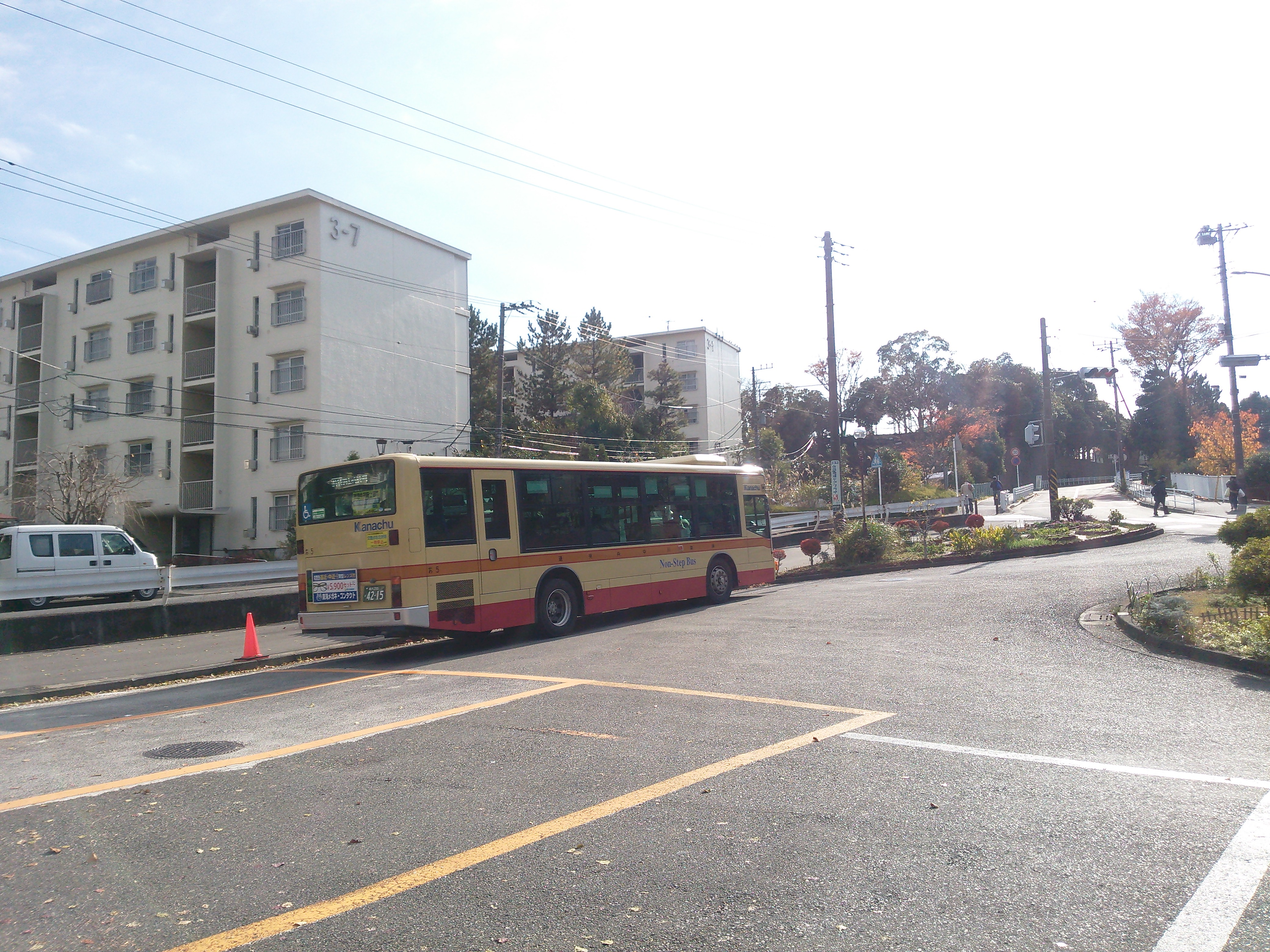
南永田団地バス停。井土ケ谷下町からのバスはここが終点となる。後方は南永田第二団地。
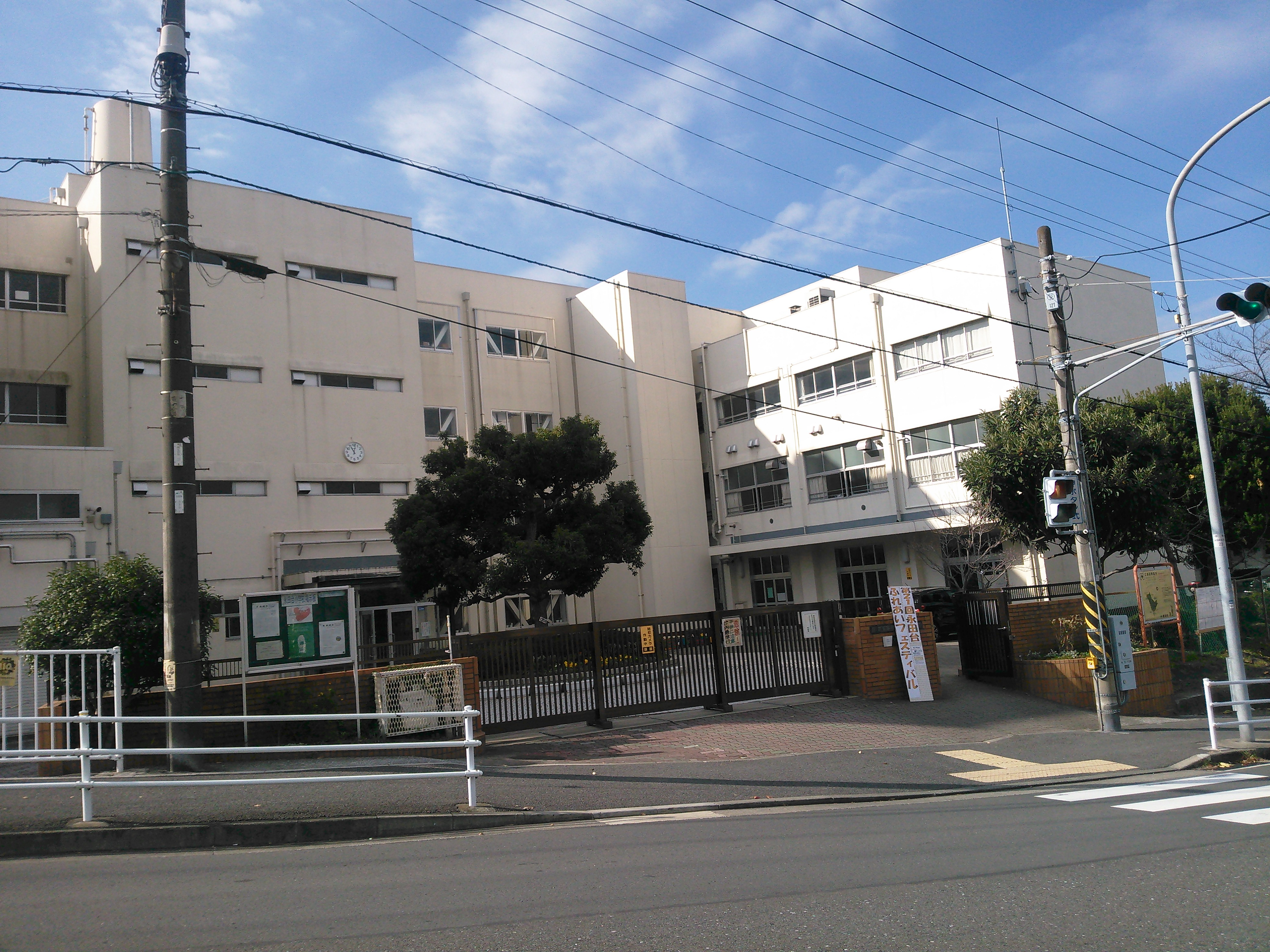
永田台小学校。

## その他

### 日本郵便
- 郵便番号 : 232-0075[3]（集配局：横浜南郵便局[23]）

### 警察
町内の警察の管轄区域は以下の通りである。
| 番・番地等 | 警察署   | 交番・駐在所 |
| ---------- | -------- | ------------ |
| 全域       | 南警察署 | 大池交番     |